# Mort de Napoléon Ier
 (février 2025).
Si vous disposez d'ouvrages ou d'articles de référence ou si vous connaissez des sites web de qualité traitant du thème abordé ici, merci de compléter l'article en donnant les références utiles à sa vérifiabilité et en les liant à la section « Notes et références ».

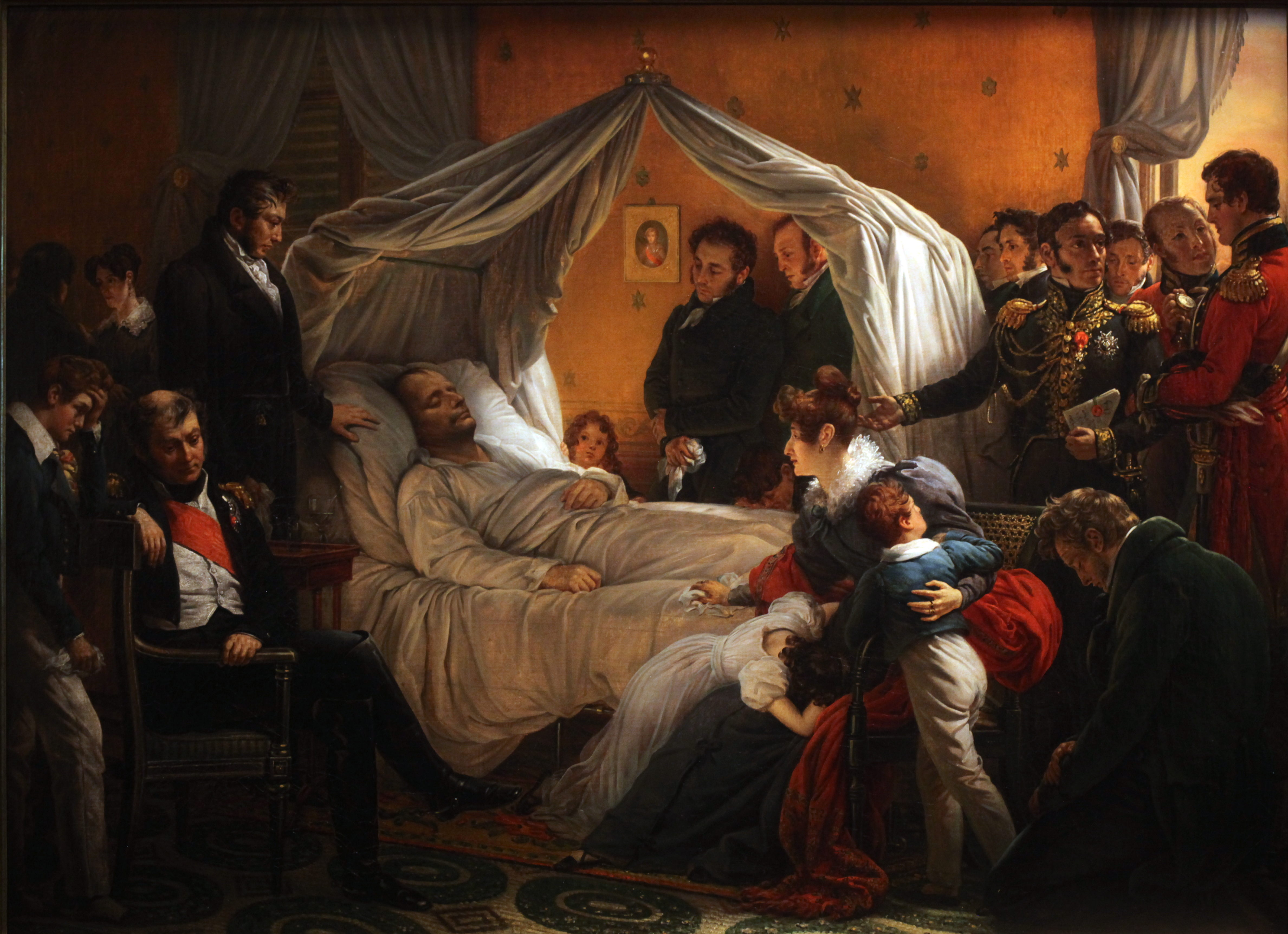
La Mort de Napoléon à Sainte-Hélène, tableau de Charles de Steuben (vers 1828). L'empereur est entouré de ses compagnons que le hasard ou l'intérêt lui a donnés en 1815 durant son exil, de serviteurs ainsi que d'officiers anglais. Seize personnes dont douze Français veillent son lit de camp à baldaquin déplacé dans le salon de Longwood House.

La mort de Napoléon Ier  survient le 5 mai 1821 à Longwood sur l’île de Sainte-Hélène, durant son exil, à l'âge de 51 ans. Elle est due à un cancer de l'estomac, résultant d'une aggravation d'un ulcère. À partir des années 1950, certains auteurs ont contesté cette version, et ont proposé une cause d'origine criminelle à la suite d'un empoisonnement à l'arsenic. Cette thèse est réfutée par les historiens spécialistes de Napoléon Ier.

## Circonstances de la mort de Napoléon
Alité depuis le 17 mars, l'empereur est atteint de douleurs atroces à l'estomac. Il accepte de moins en moins les aliments, les vomissements réguliers l'affaiblissent de jour en jour. Il se lève le 1er mai 1821  mais une faiblesse l’oblige à se faire recoucher. Il a fait placer en face de son lit le buste de son fils, sur lequel il a constamment les yeux fixés.  

Le 3 mai, les symptômes deviennent plus alarmants. Le 4 mai, on a quelque espoir à la suite d'une forte dose de calomel (toxique  chlorure de mercure) administrée par son médecin anglais Archibald Arnott et deux de ses confrères, mais contre l'avis du médecin corse François Antommarchi. L'effet qui en résulte est toutefois extrêmement violent. 

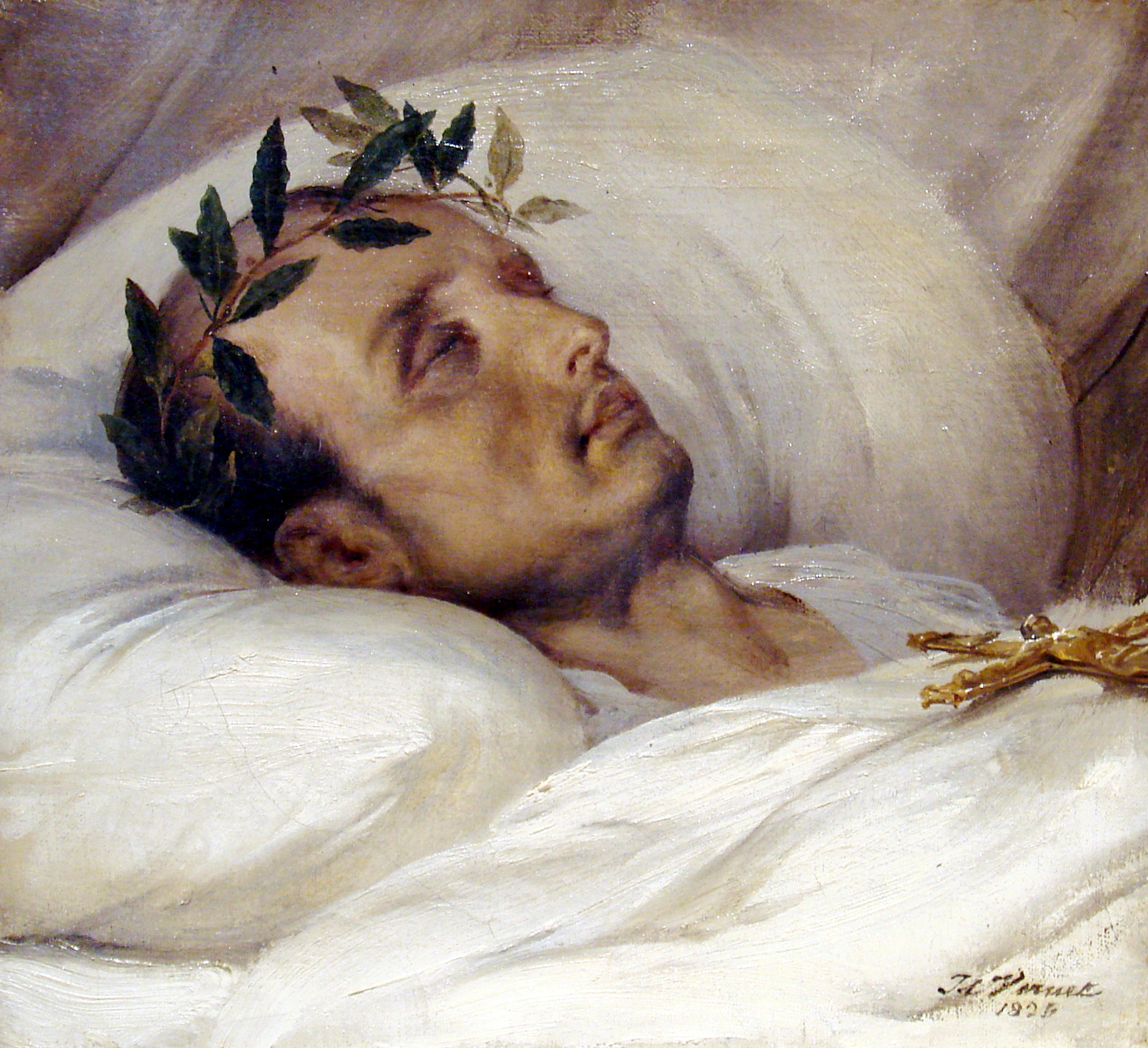
Napoléon sur son lit de mort (par Horace Vernet).

Durant la nuit du 4 au 5 mai, Napoléon est dans un état comateux. À peine conscient, il semble qu'il prononce les mots « tête… armée… ». Dès le matin, ses compagnons se réunissent à son chevet, se doutant bien que cette journée-là sera la dernière. Il expire le samedi 5 mai 1821 à 17 h 49, étant âgé de cinquante et un ans, huit mois, vingt et un jours.
Le lendemain, le gouverneur de l'île sir Hudson Lowe vient en personne avec son état-major et le commissaire français, le marquis de Montchenu, constater officiellement la mort du « général Bonaparte ». En sortant de Longwood, il déclare à son entourage : « Hé bien, Messieurs, c'était le plus grand ennemi de l'Angleterre et le mien aussi ; mais je lui pardonne tout. À la mort d'un si grand homme, on ne doit éprouver qu'une profonde douleur et de profonds regrets. »

## Lit de mort
L'empereur est mort dans un de ses lits de campagne qu’il affectionnait particulièrement, crée uniquement pour lui par le serrurier et inventeur français Marie-Jean Desouches (1764-1828). Ce lit de camp fut rabaissé par sergent Millington quelques jours auparavant à une hauteur de 11 pouces en raison de la faiblesse de l'Empereur

## Autopsie
D’après le désir qu’avait manifesté Napoléon, son corps fut ouvert le 6 mai 1821 à 14 h par François Antommarchi (prosecteur expérimenté) assisté de sept médecins britanniques, afin de constater la cause physique de sa maladie, et de profiter dans la suite de ce document dans le cas où son fils serait attaqué de quelque incommodité offrant des analogies avec le mal qui était sur le point de l’emporter lui-même : car Napoléon était persuadé qu’il mourrait d’une maladie semblable à celle qui avait enlevé son père Charles Bonaparte, à savoir un cancer de l'estomac.
Son autopsie a cependant donné lieu à de nombreuses controverses depuis 1821 causées par les nombreux rapports, officiels et officieux, dont pas moins de trois, tous différents, pour le seul docteur Antommarchi.
Avant de refermer le cadavre, on en tira le cœur et l’estomac, que l’on renferma dans des coupes d’argent contenant de l’esprit de vin.
L’opération terminée, le corps fut revêtu de l’uniforme des chasseurs à cheval de la garde impériale, orné de tous les ordres que le défunt avait créés ou reçus pendant son règne, après quoi il fut placé sur le lit de fer qu’il avait coutume de faire porter à sa suite dans ses campagnes ; le manteau bleu brodé en argent qu’il portait à la bataille de Marengo lui servait de drap mortuaire.

## Analyse contemporaine
Le gouverneur britannique de l'île Hudson Lowe parvient à un consensus entre les rapports d’autopsie britanniques et français : il en conclut à une mort causée par un cancer de l'estomac. 
De nos jours cette version officielle est remise en cause. Les circonstances de sa mort ont été largement sujettes à spéculations, notamment depuis qu'en 1961 l'empoisonnement à l'arsenic a été évoqué par Sten Forshufvud, dentiste suédois expert en toxicologie.

### Ulcère aggravé

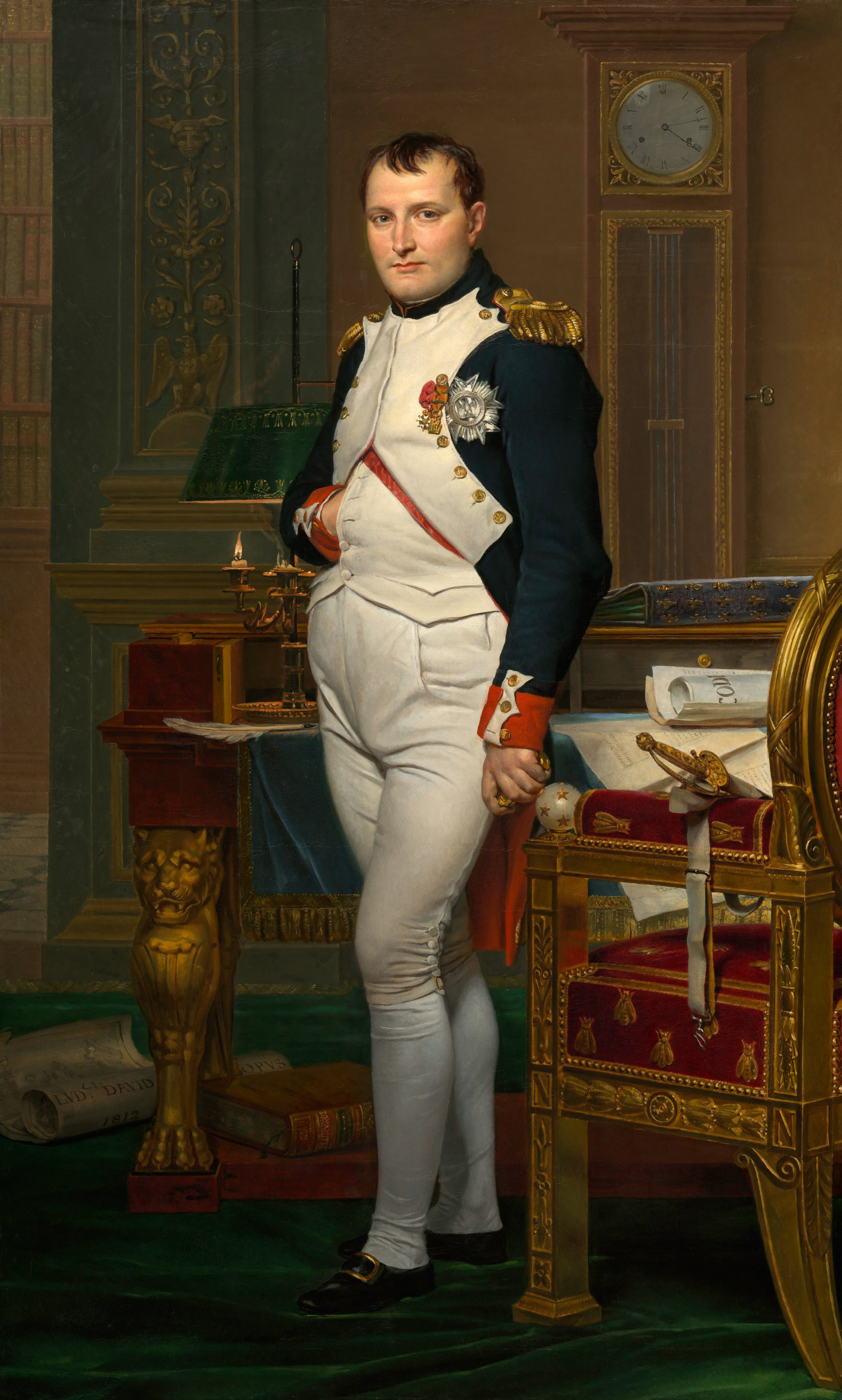
Souvent représenté les doigts d'une main glissés dans son gilet, une légende tenace veut qu'il ait toute sa vie porté sa main à l'estomac à cause de son ulcère alors qu'il adoptait une posture commune de l'époque recommandée par la bienséance.

Le médecin corse François Antommarchi et cinq médecins anglais notent dans leurs procès-verbaux de l'autopsie l'existence d'un ulcère gastrique chronique perforé (ce qui aurait provoqué une péritonite fatale) probablement,en évolution vers le cancer et de lésions pulmonaires liées à la tuberculose. Un autre procès-verbal réalisé 2 ans plus tard le 12 septembre 1823 par le docteur Walter Henry confirme cet ulcère aggravé par la présence d'« amas d'ulcérations cancéreuses ou de squirres ». Thierry Lentz et Jacques Macé considèrent que cette thèse correspondant au procès-verbal initial est la plus crédible historiquement.
En rapprochant tous les rapports d'autopsie, il apparaît nettement que le gros ulcère gastrique perforé, bouché par le lobe gauche du foie, n'a pas provoqué la mort de l'Empereur. Le fait que le docteur Antommarchi éprouve des difficultés à séparer la paroi externe de l'estomac du foie plaide en faveur d'une fibrose ancienne, datant de plusieurs semaines ou mois avant la mort. En revanche, tous les témoins, médecins et non médecins, décrivent une muqueuse gastrique en mauvais état sur pratiquement toute sa surface avec un « amas d'ulcérations ». Cette pathologie a été bien décrite quelques années plus tard par Jean Cruveilhier, en 1830, sous le nom de « gastrorrhagie ». Elle provoque un saignement microscopique chronique qui entraîne une carence en fer, puis une anémie et conduit à la mort par exsanguination (perte de plus de 40 % du volume sanguin total).

### Cancer à l'estomac
Une étude publiée en 2007 dans la revue Nature Clinical Practice Gastroenterology and Hepatology suggère que Napoléon présentait une lésion gastrique tumorale compatible avec un cancer de l'estomac. Cette étude repose sur les descriptions faites par Antommarchi, dans son deuxième compte-rendu d'autopsie publié en 1825, quatre ans après celle-ci. Or, il a été démontré que ce rapport d'autopsie plagie, en partie, un article médical publié en mai 1823 par le Dr Rullier dans la revue Archives Générales de Médecine et intitulé « Note sur un petit engorgement cancéreux de l’estomac, extrêmement circonscrit, perforé à son centre, et suivi de l’épanchement des aliments dans l’abdomen ». En plus d'être un plagiat, le rapport de 1825 d'Antommarchi est un faux.
Antommarchi décrit entre autres des « glandes lymphatiques […] le long des courbures de l’estomac […] en partie tuméfiées, squirrheuses, quelques-unes même en suppuration » ainsi qu'un « lobe supérieur [pulmonaire] parsemé de tubercules et de quelques petites excavations tuberculeuses », ce qu'aucun autre témoin ne rapporta. 
Dans trois comptes rendus d'autopsie rédigés en mai 1821 par les médecins anglais présents, Antommarchi lui-même, et Thomas Reade ainsi que dans un compte rendu publié en 1823 par le Dr Henry, il n'est pas fait mention de ganglions intra-abdominaux susceptibles de correspondre à des métastases ganglionnaires, ni de métastases viscérales intra ou extra-abdominales, ni de tuberculose pulmonaire. Les poumons sont décrits comme normaux ce que confirmeront ultérieurement les témoignages des non médecins (Montholon, Bertrand, Ali) présents à l'autopsie. 
Au total, Napoléon est peut-être mort des suites d'un ulcère ou d'un cancer gastrique perforé-bouché par le foie mais l'absence d'examen histologique de la lésion, l'absence de métastases et les descriptions des lésions abdominales faites par d'autres qu'Antommarchi ne permettent aucune certitude diagnostique contrairement à ce qu'affirme l'article publié dans Nature Clinical Practice Gastroenterology and Hepatology de 2014.
L'article de Bastien et Jeandel apporte la preuve du manque de fiabilité du rapport d'autopsie d'Antommarchi de 1825. Mais, pour certains auteurs, il existe au moins quatre arguments contre le diagnostic de cancer comme cause de décès :
1. La définition du cancer en 1821 n'est pas basée sur un diagnostic cellulaire, donc microscopique, comme de nos jours. De plus, dans le rapport d'autopsie de Charles Bonaparte, père de l'Empereur, le mot « tumeur » apparaît bien 4 fois, mais pas une seule fois les mots « cancer » ou « squirrhe ». À l'évidence, son estomac a été obstrué par une tumeur bénigne « de la longueur et du volume d'une grosse patate, ou d'une grosse poire d'hiver allongée… rénitente et d'une consistance à demi cartilagineuse »[19].
2. Le diagnostic de cancer a été soufflé par Napoléon à ses médecins. Lorsque le Dr Arnott lui annonce que son mal siège dans l'estomac, il pense tout de suite à la mort de son père dont le rapport d'autopsie avait révélé l'existence d'une tumeur de l'estomac qui, en obstruant le pylore, avait conduit à la mort par cachexie. Ce diagnostic de cancer convient à Hudson Lowe car il éloigne toute responsabilité du climat hélénien et des Britanniques dans la mort de leur pire ennemi.
3. Enfin, l'argument essentiel réside dans le fait que le mot « tumeur » n'apparaît dans aucun des rapports d'autopsie. Or, un cancer gastrique est avant tout une prolifération de cellules malignes, donc une tumeur, terme bien connu au début du XIXe siècle. Les Anglais évoquent un « ulcère en voie de cancérisation », ce qui est possible mais ne peut en aucun cas expliquer la mort le 5 mai 1821.
4. En cas de cancer gastrique dans les années 1800, la mort survient par un des mécanismes suivants : hémorragie interne massive, obstruction complète interdisant toute alimentation, métastase touchant un organe vital qui le rend inactif. Aucun symptôme, aucune constatation autoptique ne permettent de retenir cette thèse[13].

Cependant, cette étude se base aussi sur le rapport sur les descriptions cliniques (notamment la perte d'une dizaine de kilos les six derniers mois de sa vie) pour conclure à un cancer de l'estomac en phase terminale, cancer causé par un ulcère d'origine bactérienne (Helicobacter pylori).

### Thèse de l'empoisonnement à l'arsenic
Sten Forshufvud, stomatologue suédois, proposa cette hypothèse vers 1955 en lisant les mémoires de Louis Joseph Marchand, le valet personnel de Napoléon, qui venaient d'être publiées par les descendants de celui-ci en 1952 et 1955. Les 28 des 31 symptômes décrits (notamment la disparition du système pileux) par Marchand ressemblaient à ceux qu’aurait causé un empoisonnement à l'arsenic. 
Forshufvud obtint de sources différentes[réf. nécessaire] plusieurs mèches de cheveux présentées comme appartenant à Napoléon et les fit analyser par le professeur Hamilton Smith de l'université de Glasgow : en découpant les cheveux en petits segments et en analysant chaque segment, puis en se rapportant aux dates auxquelles ces cheveux auraient été recueillis, et en raccordant toutes ces données, il fit un histogramme indiquant l'évolution de la concentration d'arsenic dans l'organisme de Napoléon avant et pendant son exil. Napoléon aurait subi une intoxication chronique à l'arsenic depuis 1805, cet empoisonnement et le climat de l'île l'auraient affaibli jusqu'au point où les traitements médicaux de l'époque, notamment le calomel administré dans les derniers jours de son existence, l’auraient achevé.
Cette thèse n'en est pas moins remise en cause par une étude scientifique en 1998 (elle suggère que Napoléon avait un carcinome gastrique et que la mort est due à une hémorragie interne provoquée par l'ingestion de calomel), et sévèrement critiquée par les médecins historiens Paul Gainière et Guy Godlweski ou par l'historien Thierry Lentz, pour qui Napoléon serait mort « de sa belle mort », voire « d’ennui », et qui fait publier avec Jean Tulard un ouvrage collectif Autour de l'empoisonnement de Napoléon où il émet des doutes sur la légitimité des échantillons de cheveux prélevés, de la méthodologie et de l'interprétation des résultats. Interviewés par ses soins et ayant pu relire leurs interviews, les docteurs Kintz et Fornix, qui ont réalisé les analyses toxicologiques, y déclarent ne jamais avoir parlé « d'assassinat » de Napoléon mais d'exposition à l'arsenic, ce qui n'est pas la même chose.
En juin 2010, est paru un ouvrage qui inclut des rapports anglais inédits confirmant les accusations du docteur Thomas Shortt. Ce docteur diagnostiqua une maladie chronique du foie de Napoléon, ce qui a fait naître une thèse selon laquelle il aurait fini par mourir d'un abcès du foie compliqué d'une dysenterie amibienne envers le gouverneur de l'île, Hudson Lowe, de vouloir mettre un terme à la vie de l'illustre captif[incompréhensible]. Ces accusations coûteront au docteur irlandais d'être radié des services médicaux de la Royal Navy.

### Intoxication à l'arsenic
Avec le financement de Ben Weider, une analyse fut réalisée par le Dr Pascal Kintz, président de l’Association Internationale des Toxicologues de Médecine Légale, qui considéra en 2003 que l’Empereur avait été intoxiqué à l’arsenic, produit dont il constata la présence en doses massives, non sur la surface comme cela avait été le cas dans les analyses précédentes, mais dans la médulla, le cœur des cheveux du souverain. 
Deux ans plus tard, dans les laboratoires ChemTox de Strasbourg, trois séries d'investigations furent réalisées par le Dr Kintz sur cinq mèches de cheveux divers, provenant toutes de différentes collections répandues de par le monde :
1. Mesure globale de l'arsenic dans cinq mèches de cheveux par spectrophotométrie d'absorption atomique.
2. Localisation anatomique de l'arsenic dans le cheveu par Nano-SIMS.
3. Analyse minérale complète avec spéciation, méthode permettant de déterminer avec précision la nature du produit toxique, en l'occurrence de l'arsenic.

Avec ces nouvelles analyses, le Dr Kintz approfondit son étude en déterminant une chronologie dans l’administration du toxique (dont les « pointes » étaient compatibles avec la symptomatologie observée et notée par les compagnons d'exil de l'Empereur), et l'identifia comme l'arsenic minéral, le plus toxique, que l'on trouve sous forme de mort-aux-rats. 
Les résultats de ces analyses furent exposés en détail par le Dr Kintz le 2 juin 2005, à Illkirch-Graffenstaden près de Strasbourg. Dans sa conclusion, le Dr Kintz témoigne : « Dans tous les échantillons de cheveux de l’Empereur, l’ICP-MS a mis en évidence des concentrations massives, concentrations compatibles avec une intoxication chronique par de l’arsenic minéral très toxique. Nous sommes sans ambiguïté sur la piste d’une intoxication criminelle. »[réf. nécessaire]
Plus récemment, dans son article Trois séries d'analyse des cheveux de Napoléon confirment une exposition chronique à l'arsenic (24/01/2008), il ajoute : « Compte tenu de ces données scientifiques, nous pouvons conclure que Napoléon a bien été la victime d'une intoxication chronique à l'arsenic minéral, donc à la mort-aux-rats ».
Ces conclusions ont été soutenues par l’International Museum of Surgical Sciences et l’International College of Surgeons de Chicago. 
Le 11 février 2008, l'Institut italien de physique nucléaire (INFN) des universités de Milan et Pavie conclut sur la base d'échantillons de cheveux conservés dans les musées napoléoniens de France et d'Italie (musée Glauco-Lombardi de Parme, musée Napoléonien de Rome et musée du château de Malmaison), et mesurés par le réacteur nucléaire destiné à la recherche du centre italien, que le taux d'arsenic était anormalement élevé mais comparable à celui des cheveux de sa jeunesse et n'avait rien d'exceptionnel comparés aux taux observés dans les échantillons de Joséphine de Beauharnais et son fils le roi de Rome. L'institut constate que la quantité d'arsenic observée sur ces échantillons est cent fois plus élevée que le niveau mesuré à notre époque, et observe que « l'environnement dans lequel vivaient les gens au début du XIXe siècle conduisait à l'évidence à l'ingestion de quantités d'arsenic que nous considérerions aujourd'hui comme dangereuses »,.

### Sur le plan purement médical
Le diagnostic d'intoxication par l'arsenic ne peut convaincre aucun médecin[réf. nécessaire]. Seule l'intoxication aiguë massive entraîne la mort. Or, tous les partisans de l'empoisonnement évoquent plutôt une intoxication chronique sur plusieurs mois ou années. Cependant, Sten Forshufvud relève 31 signes évocateurs dans lesquels on trouve un mélange de signes d'intoxication aiguë et chronique, des signes secondaires et uniquement des symptômes peu sensibles et peu spécifiques.
De plus, lors d'une intoxication chimique, le poison a un tropisme vers certaines molécules du corps ce qui détermine un ordre logique d'apparition des symptômes et une atteinte irréversible des tissus. Ce n'est souvent pas le cas pour les symptômes de Napoléon, en particulier pour la gingivite chère aux dentistes empoisonnistes.

### Insuffisances et intoxications rénales
Le médecin danois Arne Soerensen a émis l'idée que Napoléon serait mort de ses problèmes urinaires et rénaux, dans son ouvrage Napoleons nyrer (Les reins de Napoléon, éditions Hovedland).

## Commémorations de la mort de Napoléon

### Cérémonies
Tous les 5 mai à Sainte-Hélène, une cérémonie publique autour de la Tombe de l’Empereur des Français est organisée à l'occasion de l'anniversaire de sa mort. 
Aux Invalides à Paris, des cérémonies incluant déposes de gerbes de fleurs et cérémonies religieuses sont chaque année organisées conjointement par le Gouverneur militaire de Paris, le Gouverneur des Invalides, la famille impériale et la Fondation Napoléon.

### Bicentenaire
À l'occasion du bicentenaire de la mort de Napoléon le 5 mai 2021, 200 ans jour pour jour, des cérémonies commémoratives se sont déroulées en France ainsi qu'à Sainte-Hélène.
Le président de la République Emmanuel Macron a commémoré personnellement Napoléon.
Différentes cérémonies sont par ailleurs prévues sur l'île de Sainte-Hélène. Le 5 mai, une cérémonie a eu lieu à la maison de Longwood. Le 6 mai, une messe sera donnée dans la chapelle de l'Empereur. Enfin, une cérémonie aura lieu le 9 mai pour la mise en terre de l'empereur. Ces différents événements seront retransmis en direct sur Internet.
De nombreux événements (expositions, conférences, concerts...) sont également prévus à travers le monde en 2021. En raison de l'épidémie de COVID-19, un certain nombre d'événements sont susceptibles d'être adaptés ou reportés à une date ultérieure.

## Cinéma
- Monsieur N., un film français d'Antoine de Caunes, sorti en 2003
- L'Otage de l'Europe, un film historique franco-polonais réalisé par Jerzy Kawalerowicz, sorti en 1989